# Jacopo da Forlì
Jacopo da Forlì ou Giacomo da Forli ou Jacques de Forli (né à Forli vers 1360, mort à Padoue en 1414) est un médecin et philosophe de la Renaissance italienne. C'est un enseignant universitaire célèbre en son temps, représentant d'une médecine scolastique.  

## Biographie
Giacomo della Torre, plus connu sous le nom de Jacopo ou Giacomo da Forlì, est né vers 1360 dans la ville dont il prend le nom selon l'usage de son temps. Issu d'une famille aisée, il passe toute sa vie en Italie du nord comme professeur d'université.
Sa carrière est mouvementée. Il professe d'abord la philosophie naturelle (1383-1385), l'astrologie et la grammaire (1384-1385), puis la médecine et la philosophie (1385-1400) à l'université de Bologne. En 1400, il accepte la chaire de médecine offerte par l'université de Padoue ; il enseigne aussi à l'Université de Ferrare et à l'université de Sienne jusqu'à ce que la guerre l'oblige de s'éloigner en 1404. 
Il est rappelé à Padoue en 1407 pour la chaire de médecine ordinaire. Occasionnellement il donne des cours à l'université de Parme en 1412.  il meurt à Padoue le 12 février 1413, ou plus vraisemblablement 1414,.
Il est inhumé dans l'église des Augustins de Padoue, où l'on voyait son tombeau décoré de son buste en marbre. Gasparini, professeur de rhétorique à Padoue, prononça son éloge funèbre. Michel Savonarole, l'un des élèves de Jacques de Forlì, l'appelle un homme divin et le place au-dessus de tous les médecins de son siècle.
Selon Benedetto Rinio (1485-1565), défenseur et commentateur d'Avicenne, l'école médicale italienne a produit trois grands commentateurs d'Avicenne : « Gentile da Foligno le grand spéculateur, Giacomo da Forli le présentateur clair, et Dino del Garbo le disputeur subtil ».

## Œuvres

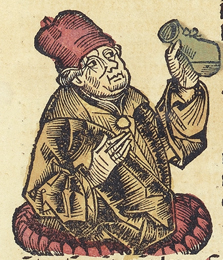
Jacopo da Forli mirant les urines, gravure sur bois de La Chronique de Nuremberg (1493).

En philosophie, Jacopo da Forli est considéré comme appartenant au courant averroiste de l'école de Padoue.
Jacopo da Forli est une figure de la médecine scolastique qui cherche à concilier la philosophie naturelle et la biologie d'Aristote avec les textes médicaux d'Hippocrate, de Galien et d'Avicenne. Pour ses commentaires médicaux, il ne dispose que des traductions latines des textes grecs et arabes, faites par Constantin l'Africain (1020-1087) et Gérard de Crémone (1114-1187). Il n'a pas accès au texte grec original, ni à de nouvelles traductions latines.
Ses commentaires portent principalement sur le Canon d'Avicenne (De generatione embrionis, Padoue 1400, et une partie du Livre 1, Padoue 1413), les Aphorismes d'Hippocrate (Ferrare, 1403), et l'Art médical (Ars parva ou Tegni) de Galien (Padoue 1407). 
L'importance de Jacopo da Forli en son temps tient au fait que ces commentaires ont servi d'enseignement universitaire à Padoue et ailleurs. Les premières éditions imprimées apparaissent dès 1473 :
- In aphorismos Hippocratis expositiones, sans nom de ville, 1473, in-fol., 1re édition, en lettres rondes, d'une belle exécution ;
- Super libros tegni Galeni, Padoue, 1473, in-fol., 1re édition ;
- Super generatione embryonis Avicennæ, cum questionibus, Pavie, 1479, in-fol.; Bologne, 1485, in-fol. Ce sont les seules éditions connues du quinzième siècle ;
- In primum librum canonis Avicennæ, Venise, 1479, in-fol., 1re édition[6].

Elles sont suivies de plusieurs rééditions jusqu'en 1547, non seulement à Padoue, Bologne et Venise, mais aussi à Pavie, Sienne et Milan,.

## Exemples dedisputatiomédicale
Le Moyen Âge tardif européen fixe les règles de la disputatio. Plusieurs approches méthodologiques sont utilisées pour une disputatio médicale : elles se basent sur la dialectique, l'autorité et l'étude des textes (ce qui constitue la médecine scolastique proprement dite), mais aussi l'observation et l'expérience (prémices de médecine moderne). Ces différentes approches peuvent coexister et réagir entre elles. Si l'observation et l'expérience prennent plus d'importance à la Renaissance, ce qu'on appelle la physiologie médicale (au sens moderne) reste une discipline scolastique (discussion de commentaires de textes) jusqu'au XVIe siècle et au-delà.

### Apoplexie
Jacopo da Forli est partisan du cardiocentrisme d'Aristote où le cœur est l'organe central de la vie ; mais comment concilier cela avec la mort subite par apoplexie, puisque Hippocrate et Galien en font une maladie cérébrale ? 
Da Forli argumente que l'une des principales fonctions du cerveau est de refroidir le cœur par l'intermédiaire du souffle respiratoire. Le mouvement respiratoire nécessite un écoulement de l'esprit animal (spiritus animalis) du cerveau vers la cage thoracique. Lors d'une apoplexie, le flux normal de spiritus animalis se bloque, ce qui revient à étouffer la chaleur innée du cœur. L'apoplexie commence bien au cerveau mais elle se termine dans le cœur, provoquant la mort du patient. 

### Pulsations du cœur et des artères
Les artères se dilatent-elles ou se contractent-elles selon que le cœur se dilate ou se contracte ? est un sujet débattu de l'Antiquité à la Renaissance, les textes attribués à Galien étant contradictoires sur ce sujet. 
Ici Jacopo da Forli critique une théorie d'ébullition développée par Pietro Torrigiano ou Petrus Turisanus (1270-1350) ,  selon laquelle la dilatation cardiaque et artérielle sont simultanées en étant la conséquence d'une vaporisation du sang sous l'influence de la chaleur innée du cœur .
Da Forli argumente que le cœur étant l'organe le plus important, ses pulsations ne proviennent pas d'une violence mécanique du sang, mais de l'âme (faculté ou vertu pulsatile, intrinsèque au cœur) ; que si la dilatation est la conséquence d'un gonflement du contenu, cela n'explique pas la contraction ; en combinant ces arguments avec des observations de Galien, da Forli en conclut que les artères se dilatent quand le cœur se contracte et inversement, ce qui sera accepté par presque tous les professeurs universitaires du XVe siècle, avant même les observations directes par vivisection animale.

## Postérité
Renommé jusqu'au XVIe siècle, Jacopo da  Forli est rejeté (comme les autres médecins scolastiques) par les médecins « humanistes », c'est-à-dire héllénistes qui connaissent le grec ancien et qui sont partisans d'un retour aux sources grecques originales. Les scolastiques sont critiqués pour leurs commentaires en « latin barbare », leur ignorance du grec et leur dialectique hors de propos. Au siècle des Lumières, da Forli est considéré comme un auteur à oublier par ses systèmes obscurs.
Pour les historiens modernes, da Forli reste un maître éminent des universités italiennes (fin XIVe siècle - début XVe siècle) marquées par une grande vitalité intellectuelle.  La médecine scolastique n'était pas une simple répétition des dogmes galéniques, elle se partageait  entre différents courants prenant tous conscience d'un obstacle réel : la médecine comme à la fois theorica et practica, posant le problème des rapports respectifs de la raison logique et de l'expérience (pratique de cas particuliers),,  .